# Japan Football League 1996
Die Japan Football League 1996 war die fünfte Spielzeit der Japan Football League, einer Liga auf der zweiten Stufe der japanischen Fußball-Ligenhierarchie. An ihr nahmen insgesamt sechzehn Vereine teil.
Mit Honda Motors wurde erstmals ein Verein Meister, der kein außerordentliches Mitglied der J. League war, im Gegensatz zum Zweitplatzierten Vissel Kōbe, der in die J. League 1997 aufstieg. Es gab keine Absteiger in die Regionalliga, allerdings zogen sich sowohl Tosu Futures als auch Cosmo Oil Yokkaichi FC am Ende der Saison aus der Spielklasse zurück und lösten sich anschließend auf. Anstelle der Futures wurde jedoch mit Sagan Tosu ein Nachfolgeverein gegründet, der deren Platz in der Japan Football League 1997 übernahm.

## Modus
Die Mannschaften spielten ein einfaches Doppelrundenturnier, sodass jeder Verein insgesamt 30 Spiele absolvieren musste. Analog zum Modus der J. League 1996 gab es keine Unentschieden; bei Gleichstand nach 90 Minuten wurde die Spielzeit um zweimal fünfzehn Minuten verlängert, wobei die Golden-Goal-Regel zur Anwendung kam. Stand es danach immer noch unentschieden, wurde der Sieger des Spieles durch Elfmeterschießen bestimmt.
Für einen Sieg gab es drei Punkte, für eine Niederlage nach Elfmeterschießen einen Zähler. Die Tabelle wurde nach den folgenden Kriterien erstellt:
1. Anzahl der erzielten Punkte
2. Tordifferenz
3. Erzielte Tore
4. Ergebnisse der Spiele untereinander
5. Entscheidungsspiel oder Münzwurf

Die beiden besten Mannschaften stiegen in die J. League 1997 auf, sofern sie den Status eines sogenannten Associate Members der J. League hatten. Abhängig vom Aufstieg stiegen bis zu zwei Mannschaften in die entsprechende Regionalliga ab.

## Teilnehmer
Insgesamt nahmen sechzehn Mannschaften am Wettbewerb teil. Wie im Vorjahr stiegen hierbei zwei Mannschaften in die J. League 1996 auf; Fukuoka Blux und Kyōto Purple Sanga wurden als neue Mitglieder in die japanischen Profiliga aufgenommen.
Durch den Aufstieg von Fukuoka und Kyōto gab es keine Absteiger aus der Japan Football League 1995. Das Teilnehmerfeld wurde durch die beiden besten Mannschaften der Regionalligen-Finalrunde, Ōita FC und DENSO SC ergänzt.
Erneut änderten vor Beginn der Saison einige Vereine ihre Namen und teilweise ihre Spielorte. Mit dem Ziel, mehr Fans zu gewinnen, erweiterte Ōtsuka Pharmaceutical seinen Namen zu Ōtsuka Pharmaceutical Vortis Tokushima, meistens einfach zu Vortis Tokushima abgekürzt. Ebenso änderte NEC Yamagata seinen Namen zu Montedio Yamagata. Toshiba SC schließlich zog von Kawasaki, Kanagawa, das zu dieser Zeit gleich mehrere Vereine beheimatete, nach Sapporo, Hokkaidō um und nannte sich fortan Consadole Sapporo. Mit dem Ortswechsel erhielt Consadole zudem die sogenannte Associate Membership, ebenso wie Brummell Sendai, dass sich ebenfalls erfolgreich um diese beworben hatte.
| Verein                                 | Stadt/Region         | Trägerbetrieb                  |
| -------------------------------------- | -------------------- | ------------------------------ |
| Brummell Sendai                        | Sendai, Miyagi       | Tōhoku Denryoku                |
| Consadole Sapporo                      | Sapporo, Hokkaidō    | —                              |
| Cosmo Oil Yokkaichi FC                 | Yokkaichi, Mie       | Cosmo Oil                      |
| DENSO SC                               | Kariya, Aichi        | Denso                          |
| Fujitsu                                | Kawasaki, Kanagawa   | Fujitsu                        |
| Fukushima FC                           | Fukushima, Fukushima | —                              |
| Honda Motors                           | Hamamatsu, Shizuoka  | Honda                          |
| Montedio Yamagata                      | Präfektur Yamagata   | —                              |
| NTT Kantō                              | Präfektur Saitama    | Nippon Telegraph and Telephone |
| Ōita FC                                | Ōita, Ōita           | —                              |
| Ōtsuka Pharmaceutical Vortis Tokushima | Tokushima, Tokushima | Ōtsuka Pharmaceutical          |
| Seinō Transportation                   | Präfektur Gifu       | Seinō Transportation           |
| Tōkyō Gas                              | Tokio                | Tōkyō Gas                      |
| Tosu Futures                           | Tosu, Saga           | —                              |
| Ventforet Kofu                         | Kofu, Yamanashi      | —                              |
| Vissel Kōbe                            | Kōbe, Hyōgo          | —                              |

## Statistiken

### Abschlusstabelle
| Pl.                    | Verein                 | Sp. | S  | U | N  | Tore    | Diff. | Punkte |
| ---------------------- | ---------------------- | --- | -- | - | -- | ------- | ----- | ------ |
| 1.                     | Honda Motors           | 30  | 25 | 0 | 5  | 083:350 | +48   | 75     |
| 2.                     | Vissel Kōbe            | 30  | 25 | 0 | 5  | 078:320 | +46   | 75     |
| 3.                     | Tokyo Gas              | 30  | 24 | 1 | 5  | 063:280 | +35   | 73     |
| 4.                     | Tosu Futures           | 30  | 20 | 2 | 8  | 068:430 | +25   | 62     |
| 5.                     | Consadole Sapporo      | 30  | 20 | 2 | 8  | 060:430 | +17   | 62     |
| 6.                     | Brummell Sendai        | 30  | 18 | 2 | 10 | 067:520 | +15   | 56     |
| 7.                     | Vortis Tokushima       | 30  | 18 | 1 | 11 | 056:410 | +15   | 55     |
| 8.                     | Montedio Yamagata      | 30  | 16 | 1 | 13 | 045:490 | −4    | 49     |
| 9.                     | Fujitsu                | 30  | 15 | 0 | 15 | 048:450 | +3    | 45     |
| 10.                    | Ōita FC (N)            | 30  | 13 | 0 | 17 | 042:520 | −10   | 39     |
| 11.                    | Ventforet Kofu         | 30  | 11 | 0 | 19 | 050:560 | −6    | 33     |
| 12.                    | Cosmo Oil Yokkaichi FC | 30  | 11 | 0 | 19 | 031:590 | −28   | 33     |
| 13.                    | NTT Kantō              | 30  | 7  | 2 | 21 | 036:550 | −19   | 23     |
| 14.                    | Fukushima FC           | 30  | 7  | 1 | 22 | 030:630 | −33   | 22     |
| 15.                    | DENSO FC (N)           | 30  | 5  | 1 | 24 | 040:900 | −50   | 16     |
| 16.                    | Seinō Transportation   | 30  | 5  | 0 | 25 | 028:820 | −54   | 15     |
| Stand: Ende der Saison |                        |     |    |   |    |         |       |        |

|     | Aufstiegsberechtigte Vereine: Brummell Sendai, Consadole Sapporo, Tosu Futures, Vissel Kōbe |
|     | Aufstieg in die J. League 1997: Vissel Kōbe                                                 |
|     | Einstellung des Spielbetriebs am Ende der Saison: Tosu Futures, Cosmo Oil Yokkaichi FC      |
| (N) | Aufsteiger aus der Regionalliga 1995: Ōita FC, DENSO SC                                     |